# Stránky
Stránky jsou malá vesnice, část obce Holedeč v okrese Louny. Nachází se asi dva kilometry severovýchodně od Holedeče. Stránky jsou také název katastrálního území o rozloze 2,17 km².

## Historie
První písemná zmínka o vsi pochází z roku 1341. V tomto roce se Stránky objevují v přídomku vladyky Jaroslava. Tentýž Jaroslav se v písemných pramenech vyskytuje ještě v roce 1350, kdy pražská arcidiecéze nařídila farářům v Holedeči, Žatci, Liběšicích a Dobříčanech, aby vyhlásili jeho exkomunikaci. Přídomek se objevuje v podobě Drunycz; původní český název vesnice zněl Drunice. Antonín Profous ho vysvětluje jako vesnici lidí Drnových, podobně jako v případě Drnovic. Jméno vesnice se v průběhu staletí měnilo. V polovině 17. století vystupuje pod jménem Drahnice nebo Drahenice, po poněmčení vsi v 18. století nesla název Tronitz a teprve v polovině 19. století ji František Palacký pojmenoval Stránky. Jaroslav je jediný šlechtic, který se kdy podle Stránek psal. Je tudíž nepravděpodobné, že ve vsi existovalo panské sídlo.
Do poloviny 17. století se majitelé Stránek střídali, většinou jich bylo několik. V polovině 17. století patřila vesnice spolu s Veleticemi, Sádkem a Deštnicí do panství Měcholupy. V Soupisu poddaných podle víry z roku 1651 se ve Stránkách uvádí mlýn o jednom kole, patřící vrchnosti. V přestavěné podobě stojí na Blšance jako čp. 50 dosud, ale slouží jako obytný objekt. Roku 1750 se Stránky s Veleticemi staly součástí panství Dobříčany, v němž zůstaly až do zrušení vrchnostenské správy v roce 1849.
V roce 1850 vznikl ve Stránkách obecní úřad. Samostatnou obcí byly Stránky až do roku 1961, kdy se staly součástí Holedeče. Tento stav trvá doposud. Nejstarším spolkem ve vsi byli dobrovolní hasiči, založení roku 1924. O pět let později zde vznikla pobočka Německého turnerského svazu, což byla nacionalistická tělocvičná organizace českých Němců.
Od června do listopadu 1946 bylo ze Žatce odsunuto 175 německých obyvatel Stránek, převážně do sovětské okupační zóny. Nahradili je přídělci: šestnáct přídělů získali osídlenci z řad volyňských Čechů, jedenáct z Čech.

## Obyvatelstvo
Při sčítání lidu v roce 1921 zde žilo 201 obyvatel (z toho 88 mužů), z nichž bylo pět Čechoslováků a 196 Němců. Kromě dvou lidí bez vyznání se hlásili k římskokatolické církvi. Podle sčítání lidu z roku 1930 měla vesnice 224 obyvatel: dva Čechoslováky a 222 Němců. S výjimkou jednoho evangelíka a čtyř lidí bez vyznání byli členy římskokatolické církve.
|                                                                       | 1869 | 1880 | 1890 | 1900 | 1910 | 1921 | 1930 | 1950 | 1961 | 1970 | 1980 | 1991 | 2001 | 2011 |
| --------------------------------------------------------------------- | ---- | ---- | ---- | ---- | ---- | ---- | ---- | ---- | ---- | ---- | ---- | ---- | ---- | ---- |
| Obyvatelé                                                             | 249  | 248  | 227  | 228  | 195  | 201  | 224  | 114  | 109  | 94   | 84   | 56   | 42   | 38   |
| Domy                                                                  | 41   | 44   | 44   | 49   | 48   | 49   | 54   | 55   | —    | 32   | 25   | 37   | 36   | 39   |
| Počet domů z roku 1961 je zahrnut v celkovém počtu domů obce Holedeč. |      |      |      |      |      |      |      |      |      |      |      |      |      |      |

## Pamětihodnosti
- Kaple se zvonem stojící na návsi je zakreslená na mapě stabilního katastru z roku 1843. Měla předchůdkyni už v 18. století – na prvním vojenském mapování z šedesátých let 18. století je na témže místě zakreslený symbol církevní stavby.
- Výklenková kaplička u křižovatky silnice ze Stránek a silnice mezi Veleticemi a Holedečkem. Je zasvěcená svatým Petru a Pavlovi. Byla postavena mezi roky 1835, kdy není uvedena v soupisu kaplí a křížů farnosti Holedeček,[15] a 1843, kdy je zakreslena na mapě stabilního katastru.

## Galerie

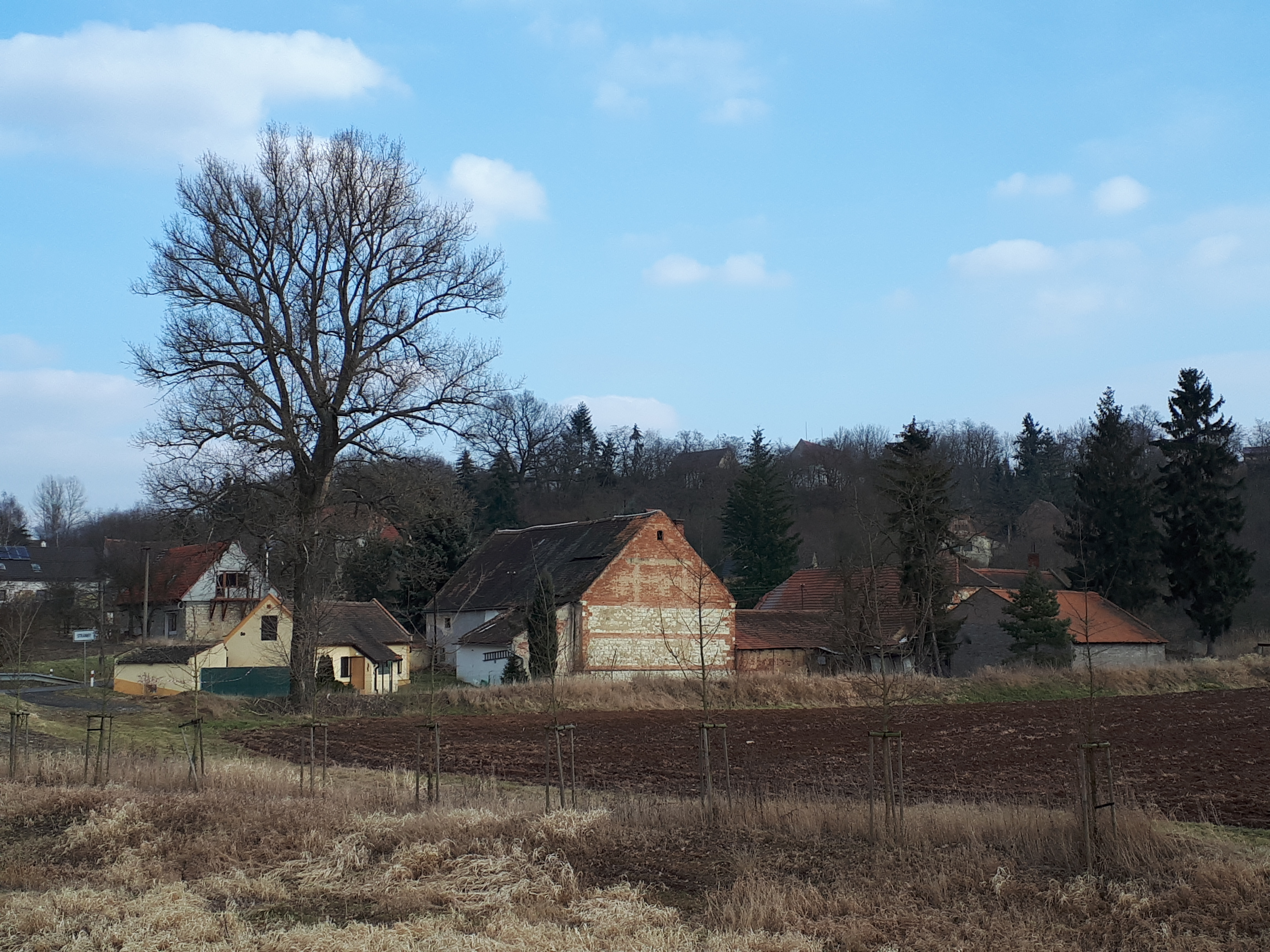
Bývalý mlýn pod Stránkami
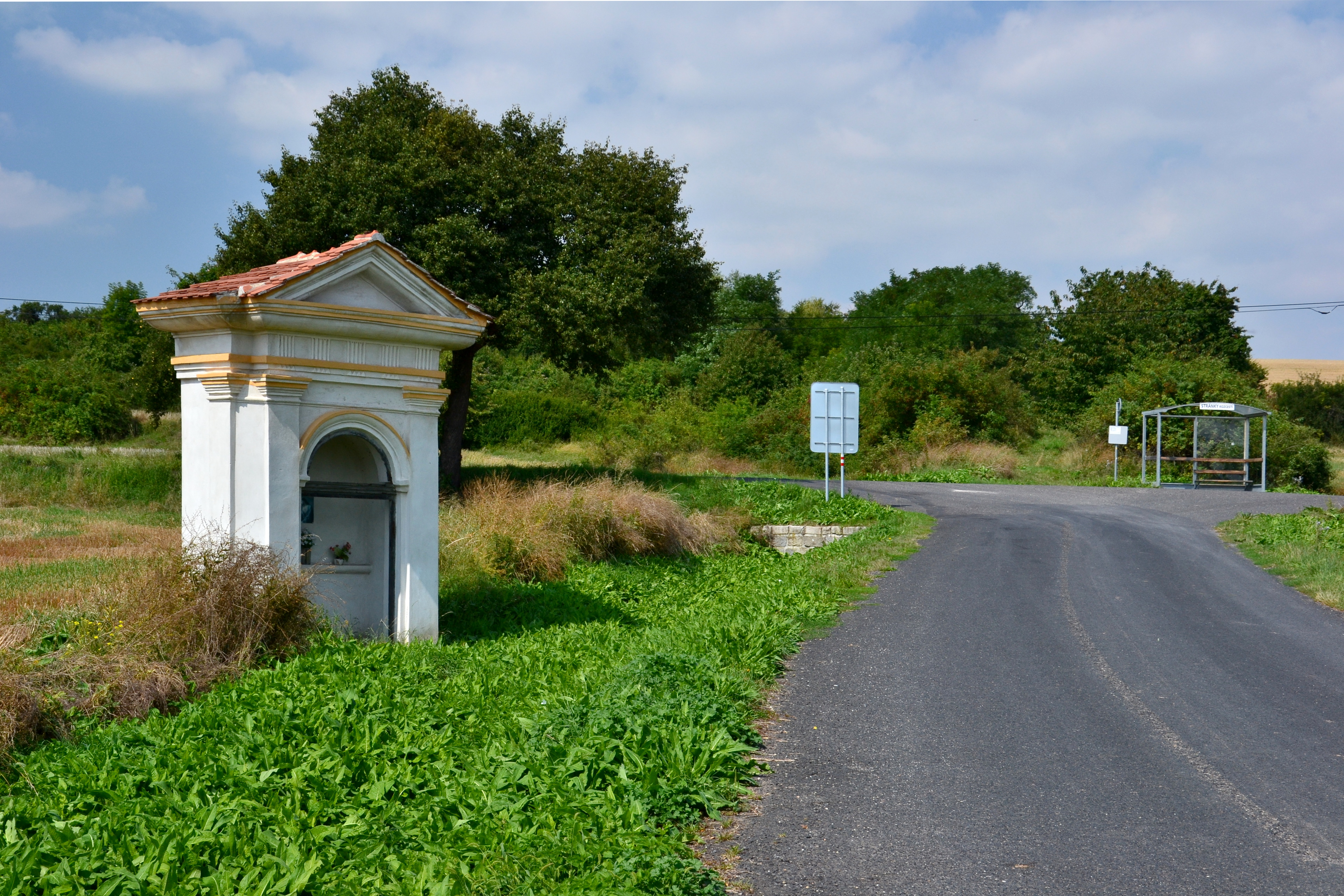
Výklenková kaplička u Stránek
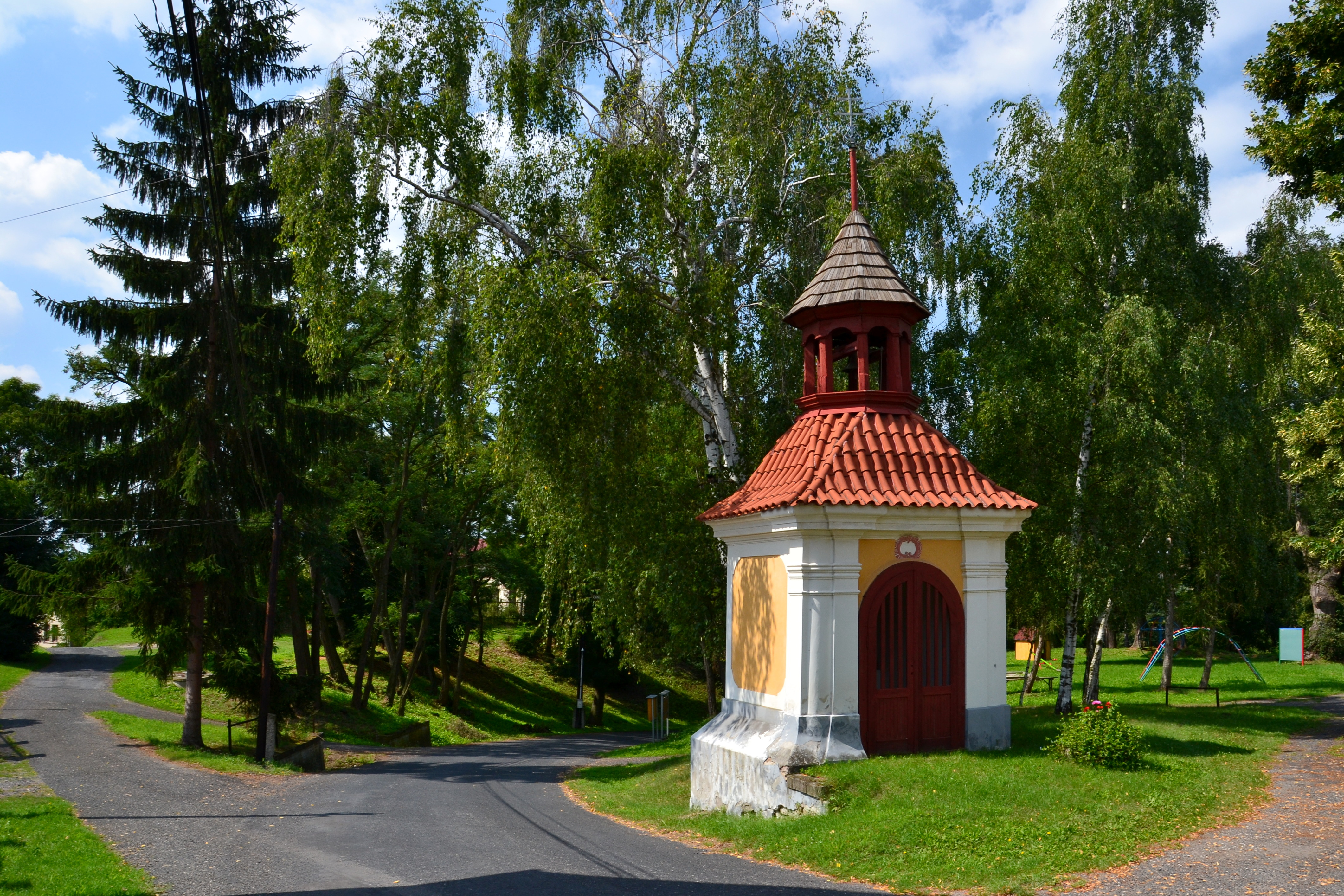
Kaple se zvonicí
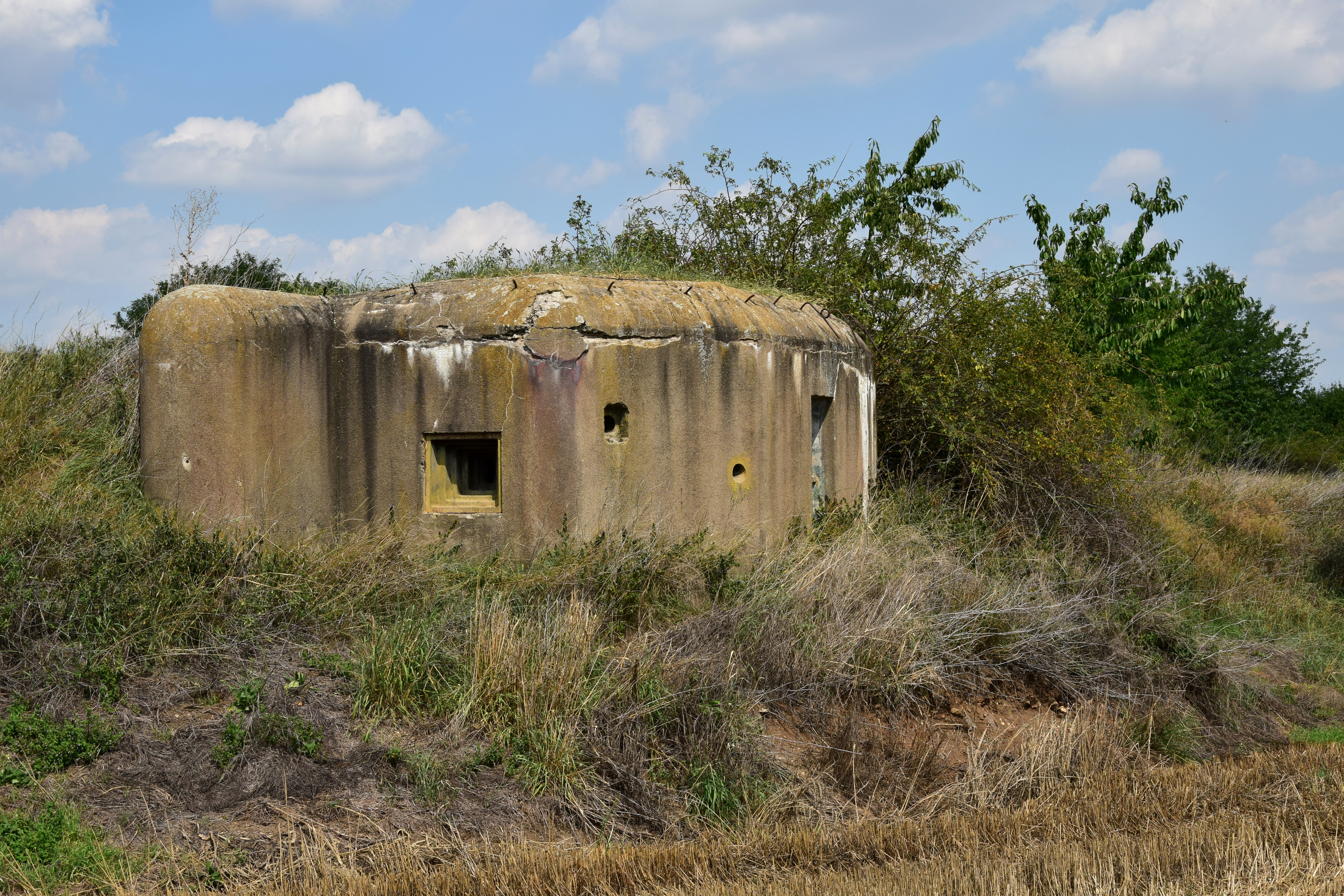
Jeden z objektů československého opevnění západně od vesnice